# Pic
|  | Aquest article tracta sobre l'eina. Vegeu-ne altres significats a «PIC (microcontrolador)». |

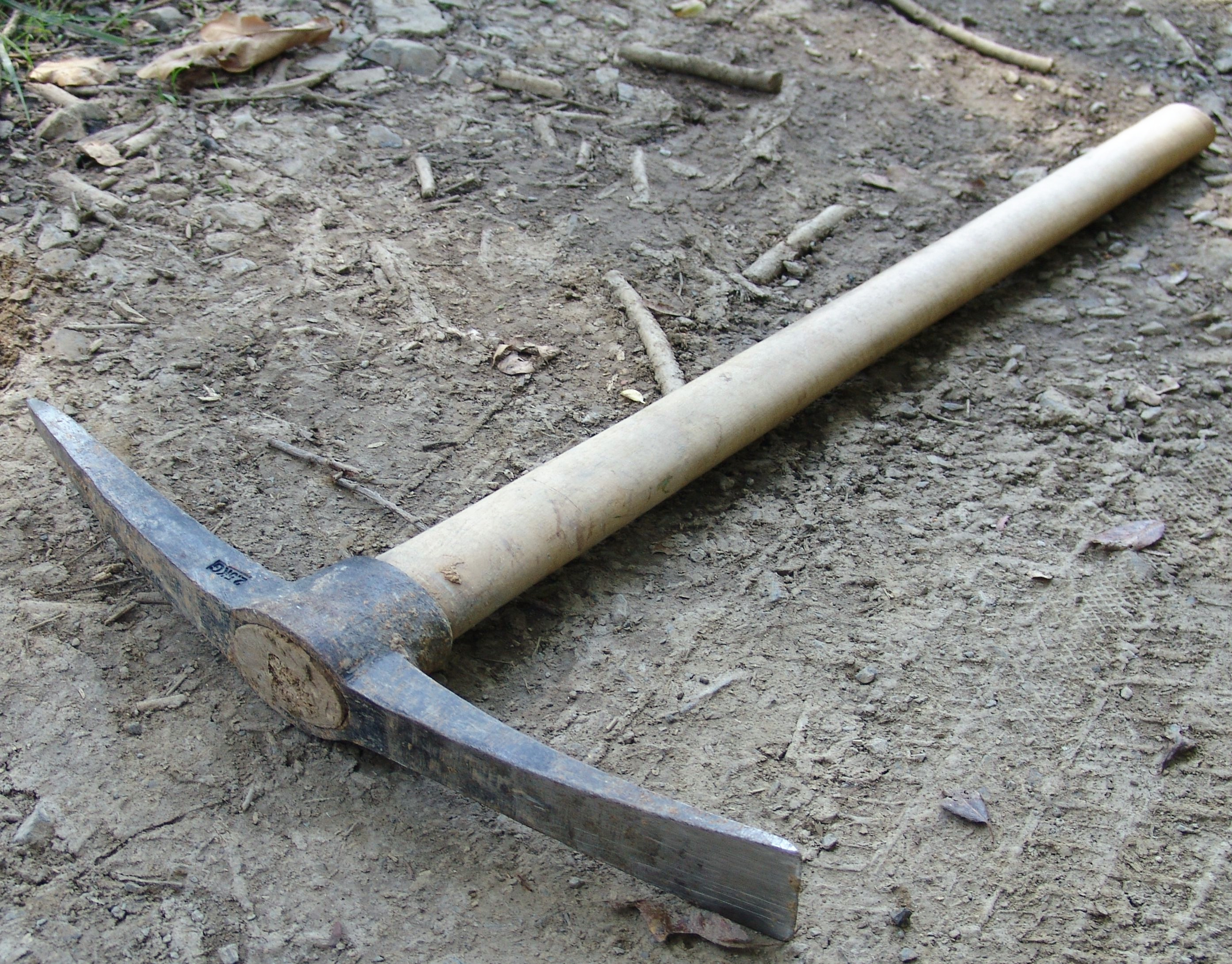
Pic de punta i tall amb mànec de fusta

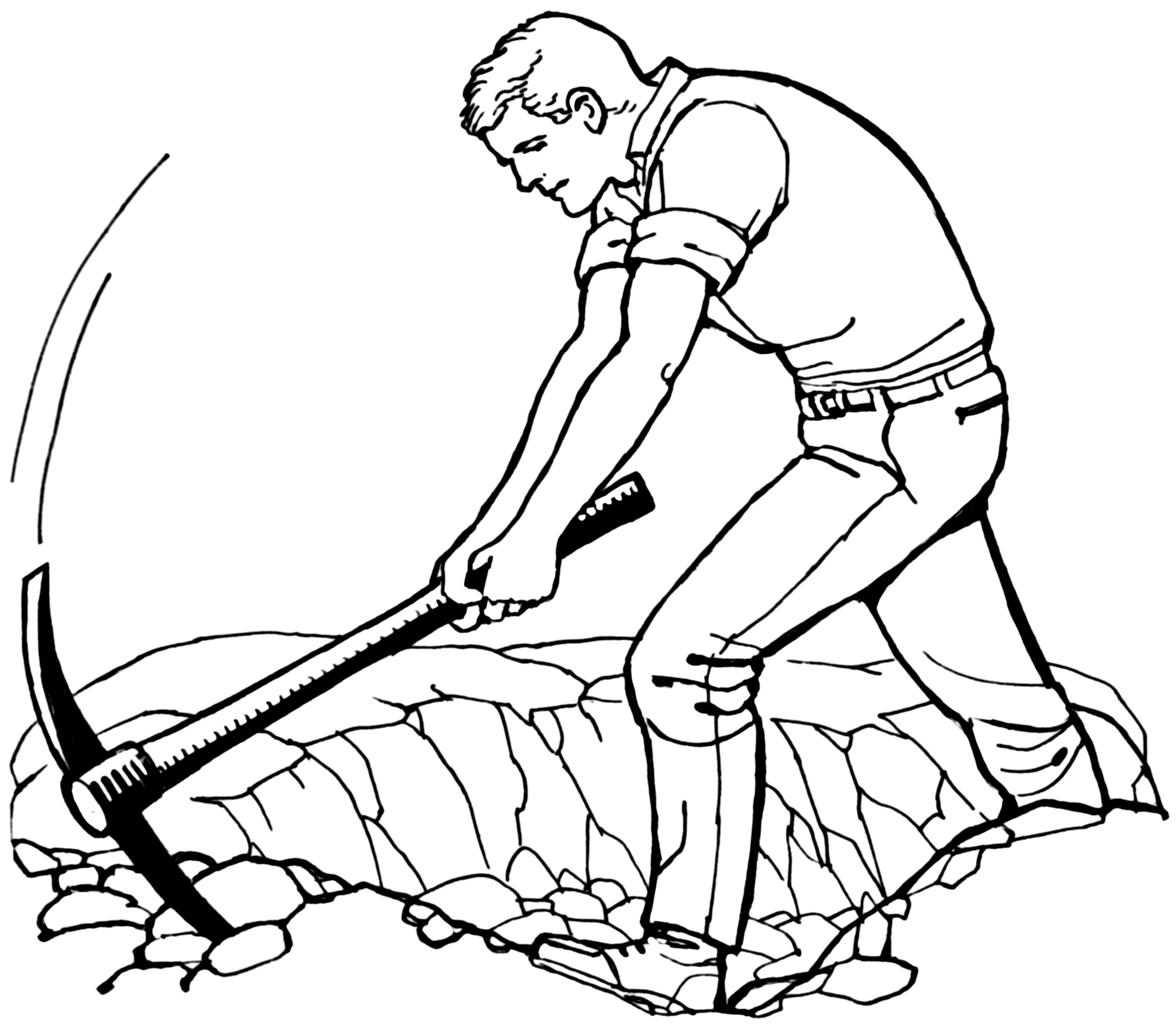
Treballador usant un pic.

Un pic és una eina formada per un mànec de fusta dura al qual està fixada, de manera perpendicular, una peça d'acer o d'un altre metall acabada en una part en punta i l'altra part en un tall perpendicular al mànec.
Abans d'existir els pics de metall ja s'utilitzaven fets de pedra com és el cas dels pics de la cultura asturiana del Mesolític que es feien servir per arrencar mol·luscs marítims de les pedres.
Els pics s'havien utilitzat molt en la mineria, l'agricultura i la construcció. Actualment els acostumen a substituir ginys mecànics amb motor quan les accions a emprendre són de llarga durada.